# یکاترینا زلنکو
یکاترینا ایوانوونا زلنکو (روسی: Екатерина Ивановна Зеленко؛ اوکراینی: Катерина Іванівна Зеленко؛ ۲۳ فوریه ۱۹۱۶–۱۲ سپتامبر ۱۹۴۱) ستوان‌یکم خلبان هواگرد سوخو-۲ ارتش شوروی بود.
عمده شهرت وی حضور در جنگ زمستان و ۲ سال اول جنگ جهانی دوم و مهم‌تر از همه نحوه کشته شدن او در نبرد هوایی در ۲۴ سالگی است.

## پیشینه
زلنکو در سال ۱۹۱۶ در یک خانواده روس در روستای کرووشچین در استان ولنیان، امپراتوری روسیه متولد شد. او هفت کلاس مدرسه را در کورسک گذراند سپس وارد مدرسه پرواز متوسطه وورونژ شد. در اکتبر ۱۹۳۳ وی از این مدرسه فارغ‌التحصیل شد و به سومین آکادمی پرواز نظامی اورنبورگ به نام کلیمنت ووراشیلوف اعزام شد.
در دسامبر ۱۹۳۴، وی با درجه ستوانی به عنوان خلبان بمب افکن سبک مشغول به کار شد. وی از ژانویه ۱۹۳۶ تا آوریل ۱۹۳۸ در اسکادران ۱۴ منطقه نظامی خارکوف خدمت کرد و پس از آن به هنگ ۴ بمب افکن منتقل و از فوریه تا مارس ۱۹۴۰ به عنوان خلبان پلیکارپو آر-زد در جنگ زمستان شرکت کرد. وی به دلیل هشت مأموریت موفق هوایی نشان پرچم سرخ دریافت کرد. در آستانه حمله آلمان به اتحاد جماهیر شوروی، زلنکو در آموزش مجدد پرسنل به عنوان خلبان سوخو-۲ شرکت می‌کرد.

## درگذشت
طبق نسخه رسمی وقایع در سال ۱۹۹۰، حوادث منجر به مرگ وی به شرح زیر بود: در ۱۲ سپتامبر ۱۹۴۱ ،سوخو-۲ زلنکو توسط هفت هواگرد مسرشمیت ب‌اف ۱۰۹ مورد حمله قرار گرفت. در طی این درگیری زلنکو موفق به سرنگونی دو فروند هواگرد مسرشمیت ب‌اف ۱۰۹ شد و در نهایت طی یک مانور رمینگ (اصطلاحی که در آن یک هواپیمای جنگنده قصد دارد خود را به هواپیمای دشمن بکوبد) خود را به یک هواپیمای آلمانی کوبید و در هوا منفجر شد. برخی اما در این اقدام تردید دارند. به هر روی جسد وی هرگز پیدا نشد اما به دلیل انجام ۴۰ مأموریت، عنوان قهرمانی اتحاد جماهیر شوروی را کسب کرد اگرچه در ابتدا فقط نشان لنین به او اعطا شد.

## رمینگ هوایی
آنچه تاریخ‌نویسان نظامی بی چون و چرا بر آن اتفاق نظر دارند تبحر خاص یکاترینا زلنکو در پرواز با سوخو-۲ به دلیل انجام ۴۰ مأموریت در ۱۲ جنگ هوایی موفق است. اما بسیاری از مورخان هواپیمایی از روسیه و ایالات متحده کاملاً با این ادعا که زلنکو واقعاً رمینگ هوایی مرتکب شده‌است، تردید دارند یا کاملاً مخالف هستند. در اولین نامزدی وی برای عنوان قهرمان اتحاد جماهیر شوروی به هیچ وجه اشاره‌ای به این رمینگ هوایی هوایی نشده بود. شوهرش پاول ایگناتنکو در سال ۱۹۴۳ در یک حادثه هوایی درگذشت.

## تمبر یادبود

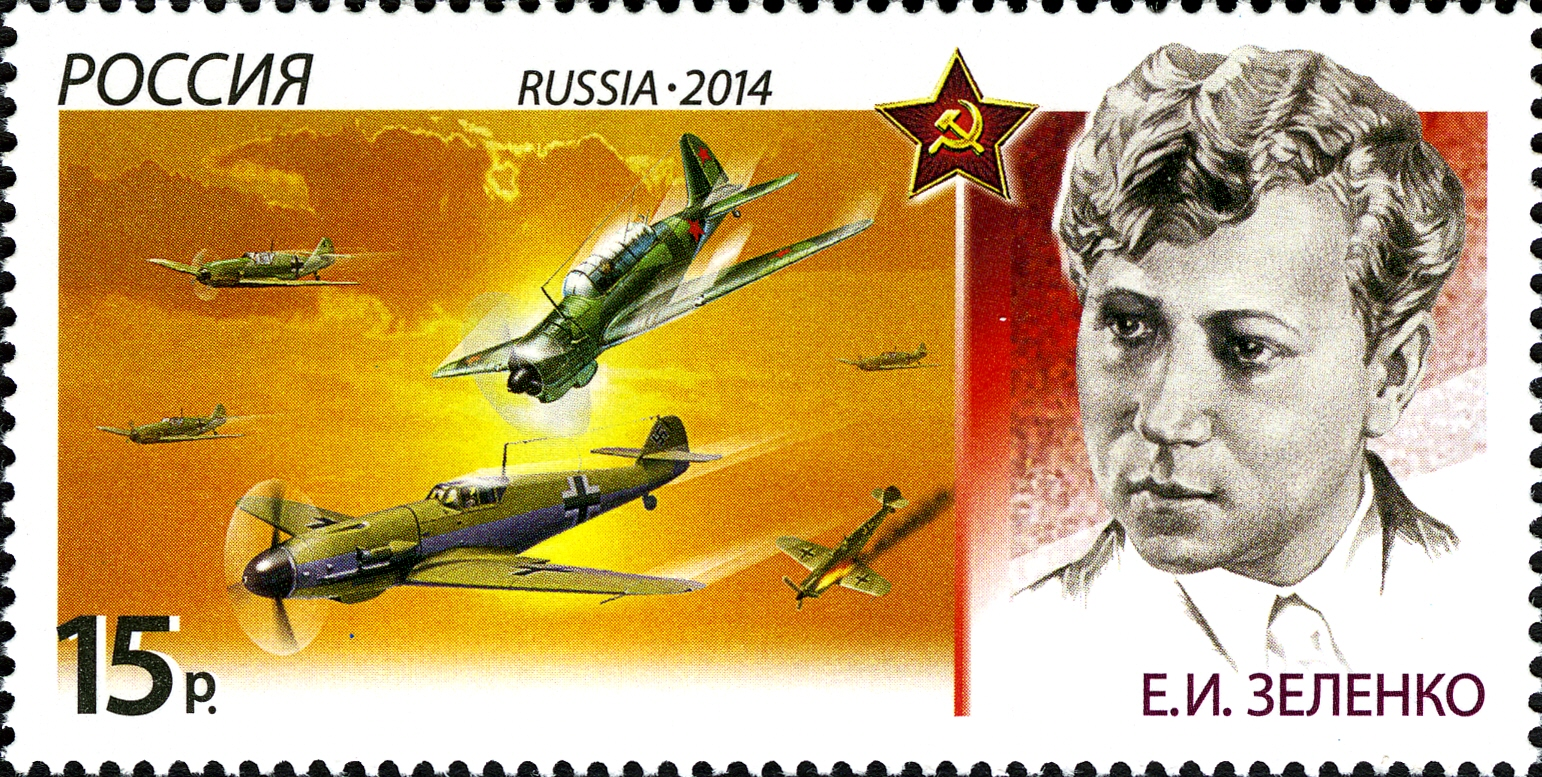
تمبر رسمی پست روسیه به افتخار زلنکو در سال ۲۰۱۴. در تصویر عملیات رمینگ وی در مواجهه با هواپیماهای دشمن نقش بسته‌است.